# Fogo Island
Fogo Island (von portugies. Ilha do fogo = „Feuerinsel“) ist eine 254 km² große Insel an der kanadischen Atlantikküste.
Sie gehört zur Provinz Neufundland und Labrador und liegt etwa 15 km vor der Nordküste der Hauptinsel in der Notre Dame Bay. Die Insel besitzt eine Ost-West-Ausdehnung von etwa 25 km und verfügt über ein hügeliges, stark bewaldetes Terrain mit überwiegend felsigen Küsten. Höchste Erhebung ist Lane’s Lookout an der Ostseite des Hafens, mit einer Höhe von 128 Metern.
Im Jahr 2006 lebten auf Fogo 2706 Einwohner in elf Gemeinden; Hauptort ist die Stadt Town of Fogo Island, die 2011 aus vier Gemeinden der Insel gebildet wurde und (Stand 2011) 2400 Einwohner hat. Der Fischfang, insbesondere Kabeljau, stellt traditionell den wichtigsten Wirtschaftszweig der Insel dar.
Bis etwa 1700 wurde Fogo Island vom indigenen Volk der Beothuk aufgesucht.